# 김경탁 (철학자)
김경탁(金敬琢, 1906년~1970년 12월 11일)은 대한민국의 철학자로 본관은 전주이며 호는 우암(愚庵)이다.

## 생애
평안남도 중화군 출신이며 어린 시절에 한학을 배웠다. 1919년에는 스승과 함께 3·1 운동에 참여했고 1923년에 경성부 배재고등보통학교(현재의 배재고등학교)에 입학했다. 1928년에 일본 도쿄 니혼 대학에 입학하면서 전문부 예술과에 재학했고 1931년에 중국 베이징 중궈 대학에 입학하면서 철학교육과에 재학했다. 1935년에는 일본 도쿄 릿쿄 대학 종교연구과에 입학했고 1936년에는 도쿄 와세다 대학 대학원에 입학하면서 논문 《창조적 상대성 원리》를 발표했다.
1949년에 고려대학교 철학과 교수로 임용된 이후에 중국 철학, 동양 철학 강의를 진행했고 성균관대학교, 서울대학교 교수로도 근무했다. 1965년에 한일협정비준반대교수회 회장단을 역임한 사건으로 인해 대한민국 문교부가 발표한 정치 교수 명단에 이름을 올리면서 제명 조치를 받았다가 1967년에 복직했다. 1970년 12월 11일에 서울특별시 성북구 장위동에 위치한 자택에서 향년 64세를 일기로 사망했다.

## 사상
김경탁은 중국 철학, 그 중에서도 노자와 장자의 철학을 연구하면서 《생성철학》(生成哲學)이라는 자신의 독특한 입장을 구축하기 위해 노력했는데 이는 서양 철학에서 설명하는 관념적인 형이상학을 비판하고 동양 철학에서 설명하는 변화의 생성 원리에 따른 현상에 기초하고 있다. 또한 한국 철학에도 관심을 기울여 특히 율곡 이이 연구에 전념했다. 주요 저서로는 《태극의 원리》, 《유생(唯生) 철학의 근본 문제》, 《중국 철학 사상사》, 《율곡 연구》, 《생성 철학적 재구성》 등이 있으며 역서로는 《공자》, 《맹자》, 《중용》 등이 있다.